# Cal Veiret
Cal Veiret és una casa de Sant Feliu Sasserra (Bages) protegida com a Bé Cultural d'Interès Local.

## Descripció
Edifici aïllat situat a la parcel·la que fa cantonada amb l'Avinguda de Catalunya i el carrer Santiago Russinyol. Es tracta d'un habitatge de planta quadrangular, amb coberta a quatre aigües, envoltat d'una zona enjardinada amb el perímetre tancat per pilastres de maó amb coronament de pedra de quatre vessants i reixa amb brèndoles de reguinyol. De l'habitatge destaca la gran balconada de pedra amb balustres que domina la façana principal.